# Astro Empires
Astro Empires (AE) é um jogo online (MMOG) de estratégia em tempo real espacial que se joga a partir do navegador de internet e que foi desenvolvido por programadores portugueses. Em Maio de 2009 contava com mais de 45 mil jogadores[carece de fontes?] divididos em 6 servidores (universos) diferentes, sendo o mais recente o Gamma.
O jogo oferece subscrições gratuitas ou pagas.